# Горење Лаковнице
Горење Лаковнице (словен. Gorenje Lakovnice) је насељено место у општини Ново Место, регија Југоисточна Словенија, Словенија.

## Историја
До територијалне реорганизације у Словенији биле су у саставу старе општине Ново Место.

## Становништво
У попису становништва из 2011. године, Горење Лаковнице су имале 82 становника.
| Број становника према пописима | Број становника према пописима | Број становника према пописима |
| ------------------------------ | ------------------------------ | ------------------------------ |
| 1991                           | 2002                           | 2011                           |
| 69                             | 78                             | 82                             |

Напомена: Године 2005. умањено за део насеља који је припојен насељу Бирчна вас.